# ジェリ・ホール
ジェリ・ホール (Gerri Hall, 1934年8月2日 - )は、アメリカ合衆国のR&Bシンガー。ヒューイ・"ピアノ"・スミス・アンド・ザ・クラウンズでの活動で知られる。

## 来歴
本名アーディニー・ブイーズ (Erdine Bouise)。アフリカ系に加え、スペイン系、ネイティヴ・アメリカン系の血筋を引いている。ルイジアナ州ニューオーリンズに生まれたホールは、コメディアンのジェリー・ルイスの大ファンであったことから、愛称のジェリを名乗るようになった。ホールは、かつて結婚していた夫の姓であった。
1950年代、ニューオーリンズのR&Bシーンの名門ライヴハウスだったデュー・ドロップ・インでウェイトレスをしていたホールは、ここでヒューイ・スミスとボビー・マーシャンに出会い、1957年にザ・クラウンズに加入することとなった。以後1960年代にかけてクラウンズの黄金期に主要メンバーのひとりとして活躍。"ロッキング・ニューモニア・アンド・ザ・ブギウギ・フルー"を始め、"ドンチュー・ジャスト・ノウ・イット"などクラウンズ往年の楽曲の数々で歌っているほか、スミスとのデュオ名義（Huey & Jerry）でのレコードもリリースしている。
スミスとの活動以外では、1962年、アール・キングのインペリアル・レコードの"Don't You Lose It"、"Don't Cry My Friend"の2曲のレコーディングにコーラスを担当。同年傘下レーベルPostよりシングル・リリースとなった。その他、ベニー・スペルマン、スマイリー・ルイスとライヴを行うなど、ニューオーリンズのシーンで活動した。
ソロ・アーティストとしては、1950年代から1960年代にかけて、いくつかのシングルをリリースしている他、1966年にはホス・アレンがMCを務めたテレビの音楽番組「The!!!! Beat」にソロ・アーティストとして出演している。1966年にRAIレーベルからリリースされたシングル"I Cried A Tear"はアトコ・レコードにリースされて広く販売されている。
彼女は、後にソロ活動を中止し、レイ・チャールズのコーラス・グループ、レイレッツに参加している。
ザ・クラウンズとして現在のところ最後の公演となっている1981年5月のティピティーナスにおける公演にホールもメンバーとして出演した。以後は目立った活動はないものの、ニューオーリンズで例年開催されている音楽フェスティバル、ポンデロサ・ストンプに2010年、2011年とカンファレンスのパネリストとして登場し、インタビューを受けている。

## ディスコグラフィー

### シングル
| 年     | 曲名                                                                     | レーベル     |
| 1958年 | "Little Chickie Wah Wah" b/w "I Think You're Jiving Me" Huey & Jerry名義 | Vin 1000     |
| 1959年 | "I Love You" b/w "Toy Man"                                               | Rex 1006     |
| 1962年 | "I'm The One" b/w "Hello Mister Dream"                                   | Ace 646      |
| 1963年 | "Mr. Blues (Found A Home With Me)" b/w "I Cried A Tear"                  | RAI 133-741  |
| 1966年 | "Who Can I Run To" b/w "I Lost The Key"                                  | Hot Line 905 |

### 編集盤
| 年     | 曲名 | レーベル          |
| 1998年 | 『The First Take Is The Deepest』 エイス時代の未発表曲2曲を収録 "What I Learned About You", "It's Not As Easy As That" | Westside WESA 811 |